# Природно-заповідний фонд Чортківського району
Станом на 1 січня 2017 року на території Чортківського району є 33 території та об'єкти природно-заповідного фонду загальною площею 5290,26 га:
- 1 заказник загальнодержавного значення площею 1671,0 га,
- 1 геологічна пам'ятка природи загальнодержавного значення,
- 5 заказників місцевого значення загальною площею 3573,0 га:
  - 1 лісовий заказник загальною площею 30,0 га,
  - 1 ботанічний заказник загальною площею 9,5 га,
  - 1 ландшафтний заказник загальною площею 19,5 га,
  - 2 загальнозоологічні заказники загальною площею 3514,0 га,
- 26 пам'яток природи місцевого значення загальною площею 46,26 га:
  - 1 комплексна пам'ятка природи загальною площею 30,0 га,
  - 4 геологічні пам'ятки природи загальною площею 0,85 га,
  - 6 гідрологічні пам'ятки природи загальною площею 0,81 га,
  - 16 ботанічних пам'яток природи загальною площею 14,60 га.

Входить до складу територій ПЗФ інших категорій 9 об'єктів загальною площею 0,64 га.
Фактично в Чортківському районі 33 території та об'єкти природно-заповідного фонду загальною площею 5289,62 га, що становить 5,93 % території району.

## Заказники
| №                                               | Назва території або об'єкта | Площа, га | Рішення про створення (зміну) | Розташування | Керуюча організація | Світлина, альбом |
| ----------------------------------------------- | --------------------------- | --------- | ----------------------------- | ------------ | ------------------- | ---------------- |
| Ботанічні заказники загальнодержавного значення |                             |           |                               |              |                     |                  |
| 1.                                              |                             |           |                               |              |                     |                  |
| Ботанічні заказники місцевого значення          |                             |           |                               |              |                     |                  |
| 1.                                              |                             |           |                               |              |                     |                  |

## Пам'ятки природи
| №                                                | Назва території або об'єкта | Площа, га | Рішення про створення (зміну) | Розташування | Керуюча організація | Світлина, альбом |
| ------------------------------------------------ | --------------------------- | --------- | ----------------------------- | ------------ | ------------------- | ---------------- |
| Геологічні пам'ятки природи місцевого значення   |                             |           |                               |              |                     |                  |
| 1.                                               |                             |           |                               |              |                     |                  |
| Гідрологічні пам'ятки природи місцевого значення |                             |           |                               |              |                     |                  |
| 1.                                               |                             |           |                               |              |                     |                  |
| Ботанічні пам'ятки природи місцевого значення    |                             |           |                               |              |                     |                  |
| 1.                                               |                             |           |                               |              |                     |                  |

## Парки-пам'ятки садово-паркового мистецтва
| №  | Назва території або об'єкта | Площа, га | Рішення про створення (зміну) | Розташування | Керуюча організація | Світлина, альбом |
| -- | --------------------------- | --------- | ----------------------------- | ------------ | ------------------- | ---------------- |
| 1. |                             |           |                               |              |                     |                  |

| №   | Назва території або об'єкта     | Площа, га | Рішення про створення (зміну) | Розташування                         | Керуюча організація                                                                                    | Світлина, альбом |
| --- | ------------------------------- | --------- | --- | ------------------------------------ | --- | ---------------- |
| 1   | Дача Галілея                    | 1856.0    | Чортківський район, села: Улашківці, Росохач, Сосулівка, Милівці, Залісся, Заболотівка, Борщівський район, с. Озеряни, Улашківське лісництво, кв. 29-74, лісове урочище «Дача Галілея» | ДП «Чортківське лісове господарство» | Постанова Ради Міністрів УРСР від 28.10.1974 р. № 500                                                  |                  |
| 6   | Печера «Млинки»                 |           | Чортківський район, с. Залісся, правий схил потічка Млинки, верхня тераса | Залісянська сільська рада            | Розпорядження Ради Міністрів УРСР від 02.08.1971 р. № 611-р                                            |                  |
| 1   | Резерват клонів дуба звичайного | 30.0      | Чортківський район, с. Біла, Білецьке лісництво, кв. 27 вид. 4-6, лісове урочище «Білобожівка»                                                                                         | ДП «Чортківське лісове господарство» | Рішення ТОР від 18.03.1994 р.                                                                          |                  |
| 34  | Давидківський                   | 9.5       | Чортківський район, с. Давидківці, південно-східна околиця, водно-болотний масив | Давидківська сільська рада           | Рішення ВК ТОР від 26.12.1983 р. № 496, зі змінами, затвердженими рішенням ТОР від 27.04.2001 р. № 238 |                  |
| 26  | Звіринець-Білецький             | 309.0     | Чортківський район, між селами Росохач, Бордо, Угринь, Білецьке лісництво, кв. 62-71, лісове урочище «Звіринець»                                                                       | Чортківська районна організація УТМР | Рішення ВК ТОР від 30.06.1986 р. № 198                                                                 |                  |
| 27  | Коцюбинчики                     | 3205.0    | Чортківський район, села Коцюбинчики, Зелена, Сокиринці, Босири, Гусятинське лісництво, кв. 68-74, лісове урочище «Коцюбинчики», прилеглі до лісового урочища угіддя                   | Чортківська районна організація УТМР | Рішення ВК ТОР від 30.06.1986 р. № 198                                                                 |                  |
| 8   | Стінка Угринська                | 30.0      | Чортківський район, крутий схил вздовж ріки Серет від м. Чортків до с. Угринь | Угринська сільська рада              | Рішення ТОР від 17.06.2010 р. № 990                                                                    |                  |
| 2   | Печера «Угринь»                 | 0.25      | Чортківський район, с. Угринь, правий схил долини потічка Млинки | Угриньківська сільська рада          | Рішення ВК ТОР від 20.12.1968 р. № 870                                                                 |                  |
| 3   | Печера «Улашківська»            | 0.1       | Чортківський район, с. Улашківці, серед полів | Улашківська сільська рада            | Рішення ВК ТОР від 13.12.1971 р. № 645                                                                 |                  |
| 57  | Гравітаційні складки            | 0.5       | Чортківський район, між селами Синяковим і Угринню, лівий схил р. Серет, верхня частина схилу                                                                                          | Угриньська сільська рада             | Рішення ВК ТОР від 17.11.1969 р. № 747                                                                 |                  |
| 46  | Джерело Святого Яна             | 0.05      | Чортківський район, с. Улашківці, біля Василіянського монастиря св. Івана Хрестителя, верхня частина правого віддаленого схилу долини р. Серет                                         | Улашківська сільська рада            | Рішення ТОР від 30.01.2003 р. № 98                                                                     |                  |
| 48  | Джерело «Червона криниця»       | 0.42      | Чортківський район, с. Базар, біля р. Червона | Базарівська сільська рада            | Рішення ТОР від 26.02.1999 р. № 50                                                                     |                  |
| 58  | Джерело в урочищі «Лан»         | 0.05      | Чортківський район, с. Росохач, східна околиця, правий високий берег р. Серету | Росохацька сільська рада             | Рішення ТОР від 30.01.2003 р. № 98                                                                     |                  |
| 65  | Семенів потік                   | 0.09      | Чортківський район, східна околиця с. Базар, на відстані 600 м від місцевої церкви та 100 м від місцевого млина                                                                        | Базарська сільська рада              | Рішення № 75 ТОР від 10.02.2016 року.                                                                  |                  |
| 61  | Колиндянська грабина            | 9.3       | Чортківський район, с. Давидківці, Колиндянське лісництво, кв. 56 вид. 7, лісове урочище «Колиндянська дача»                                                                           | ДП «Чортківське лісове господарство» | Рішення ВК ТОР від 05.11.1981 р. № 589                                                                 |                  |
| 76  | Дуб звичайний (1 дерево) № 1    | 0.01      | Чортківський район, с. Залісся, Улашківське лісництво, кв. 51 вид. 1, лісове урочище «Дача Галілея»                                                                                    | ДП «Чортківське лісове господарство» | Рішення ТОР від 18.03.1994 р.                                                                          |                  |
| 77  | Дуб звичайний (1 дерево) № 2    | 0.01      | Чортківський район, с. Залісся, Улашківське лісництво, кв. 52 вид. 14, лісове урочище «Дача Галілея»                                                                                   | ДП «Чортківське лісове господарство» | Рішення ТОР від 18.03.1994 р.                                                                          |                  |
| 78  | Дуб звичайний (1 дерево) № 3    | 0.01      | Чортківський район, с. Залісся, Улашківське лісництво, кв. 53 вид. 1, лісове урочище «Дача Галілея»                                                                                    | ДП «Чортківське лісове господарство» | Рішення ТОР від 18.03.1994 р.                                                                          |                  |
| 79  | Дуб звичайний (1 дерево) № 4    | 0.01      | Чортківський район, с. Залісся, Улашківське лісництво, кв. 56 вид. 5, лісове урочище «Дача Галілея»                                                                                    | ДП «Чортківське лісове господарство» | Рішення ТОР від 18.03.1994 р.                                                                          |                  |
| 80  | Дуб звичайний (1 дерево) № 5    | 0.01      | Чортківський район, с. Залісся, Улашківське лісництво, кв. 56 вид. 4, лісове урочище «Дача Галілея»                                                                                    | ДП «Чортківське лісове господарство» | Рішення ТОР від 18.03.1994 р.                                                                          |                  |
| 81  | Дуб звичайний (6 дерев)         | 0.06      | Чортківський район, с. Залісся, Улашківське лісництво, кв. 59 вид. 1, лісове урочище «Дача Галілея»                                                                                    | ДП «Чортківське лісове господарство» | Рішення ТОР від 18.03.1994 р.                                                                          |                  |
| 82  | Дуб звичайний (1 дерево) № 6    | 0.01      | Чортківський район, с. Залісся, Улашківське лісництво, кв. 63 вид. 2, лісове урочище «Дача Галілея»                                                                                    | ДП «Чортківське лісове господарство» | Рішення ТОР від 18.03.1994 р.                                                                          |                  |
| 83  | Дуб звичайний (2 дерева)        | 0.02      | Чортківський район, с. Залісся, Улашківське лісництво, кв. 69 вид. 6, лісове урочище «Дача Галілея»                                                                                    | ДП «Чортківське лісове господарство» | Рішення ТОР від 18.03.1994 р.                                                                          |                  |
| 101 | Дуб «Бичківський»               | 0.03      | Чортківський район, с. Бичківці, Білецьке лісництво, кв. 7 вид. 11, лісове урочище «Бичківці»                                                                                          | ДП «Чортківське лісове господарство» | Рішення ВК ТОР від 23.10.1972 р. № 537                                                                 |                  |
| 102 | Дуб «Межовий»                   | 0.05      | Чортківський район, с. Колиндяни, Колиндянське лісництво, кв. 51 вид. 10, лісове урочище «Коло дуба»                                                                                   | ДП «Чортківське лісове господарство» | Рішення ВК ТОР від 27.12.1976 р. № 637                                                                 |                  |
| 134 | Дуб пірамідальної форми         | 0.02      | Чортківський район, с. Бичківці, у старому парку біля церкви | Бичківська сільська рада             | Рішення ТОР від 18.03.1994 р.                                                                          |                  |
| 137 | Дуб Шашкевича                   | 0.02      | Чортківський район, с. Шманьківці, поблизу православної церкви | Шманьківська сільська рада           | Рішення ТОР від 20.08.2010 р. № 1043                                                                   |                  |
| 183 | Косівський ясен                 | 0.02      | Чортківський район, с. Косів, між конторою ВАТ «Агропромтехніка» та житлового будинку по вул. І.Франка                                                                                 | ВАТ «Агропромтехніка»                | Рішення ТОР від 18.03. 1994 р.                                                                         |                  |
| 192 | Улашківські сосни               | 5.0       | Чортківський район, с. Улашківці, кв. 96, вид 11 Улашківське лісництво, лісове урочище «Улашківська стінка»                                                                            | ДП «Чортківське лісове господарство» | Рішення ТОР від 15.12. 2011 р. № 1291                                                                  |                  |
| 195 | Сосна Веймутова                 | 0.02      | Чортківський район, с. Бичківці, у старому парку біля церкви | Бичківська сільська рада             | Рішення ТОР від 18.03.1994 р.                                                                          |                  |
| 278 | Ценівська смерека               | 0.04      | Чортківський р-н, Лісове урочище Миливці, кв. 93, вид.1 | ДП «Чортківське ЛГ»                  | Рішення ТОР від 23.10.2012 № 1448                                                                      |                  |
| 4   | Стінка Улашківська              | 19.5      | Чорткіський район, с. Улашківці, кв. 93 вид. 1 Улашківське лісництво, лісове урочище «Млинівці»                                                                                        | ДП «Чортківське лісове господарство» | Рішення ТОР від 15.12.2011 р. № 1291                                                                   |                  |